# Darkest Miriam
Darkest Miriam ist ein Liebesdrama von Naomi Jaye. Der Film basiert auf dem Roman The Incident Report von Martha Baillie. Die Weltpremiere des Mystery-Thrillers mit Britt Lower und Tom Mercier in den Hauptrollen erfolgte im Juni 2024 beim Tribeca Film Festival. Der Kinostart in Kanada erfolgte Ende März 2025.

## Handlung
Miriam Gordon arbeitet in einer Zweigstelle einer öffentlichen Bibliothek in der Innenstadt von Toronto. Wenn man Miriam nach ihrem Privatleben fragt, behauptet sie, ihr Vater sei gestorben, obwohl sie nicht einmal weiß, ob das stimmt. Er verschwand eines Tages einfach aus ihrem Leben. Daher fällt es ihr leichter zu lügen, als die Wahrheit zu sagen. Miriam findet seit geraumer Zeit an sie gerichtete, in Büchern versteckte Briefe, die von dem geheimnisvollen Verfasser mit dem Namen „Rigoletto“ signiert sind, wie der bucklige Narr in der Oper, in die ihr Vater sie als Kind mitnahm.
Eines Tages lernt Miriam den slowenischen Taxifahrer Janko kennen, als dieser auf der Parkbank gegenüber zu Mittag isst. Sie blüht auf, als sie mit ihm eine Beziehung beginnt.

## Literarische Vorlage
„Es war 14:15 Uhr. Ein junger Mann stolzierte in die Bibliothek. Auf seinem rasierten Kopf trug er einen grauen Tweedhut. Die Worte 'Love and Fuck', in großen, dunklen Buchstaben gedruckt, zierten die Rückseite seiner grünen Armeejacke.“

Der Film basiert auf dem Roman The Incident Report der Kanadierin Martha Baillie. Es handelt sich um ihren vierten Roman, und er besteht aus einer Reihe von „Vorfallberichten“, die von Miriam Gordon, einer 35-jährigen Mitarbeiterin der Toronto Public Library, verfasst wurden. Die Oper Rigoletto, gleichzeitig der Name mit dem der geheimnisvolle Verfasser die an Miriam gerichteten und in Büchern versteckten Briefe signiert, ist die erste Oper, die sie je gesehen hat. In der Oper hat ein Vater den Plan, die Ehre seiner Tochter zu rächen, was sie letztlich das Leben kostet. Der titelgebende Hofnarr versteckt seine Tochter vor der Gesellschaft, um sie vor dem zügellosen Verhalten der Männer zu schützen. Als ihm dies nicht gelingt, lässt er sie töten, noch bevor sie die Gelegenheit hatte, wirklich zu leben. Hayley Croke bemerkt, auch wenn man in Baillies Roman Miriams Vater nie kennenlernt, verstehe man, dass dieser wohl genauso gedacht haben muss. Die Protagonistin will nach dem Tod ihres Vaters etwas erleben, doch sie hat so große Angst und versteckt sich daher von Büchern umgeben, die von der Freude, der Schönheit und dem Leid in der Welt erzählen, in der Bibliothek, was sie an ihr Zuhause erinnert, da ihr Vater eine große Büchersammlung besaß.

## Produktion

### Filmstab, Besetzung und Dreharbeiten
Regie führte Naomi Jaye, die auch Baillies Roman für den Film adaptierte. Die Kanadierin war beim TorinoFilmLab und 2015 bei Berlinale Talents. Bei Darkest Miriam handelt es sich um Jayes zweiten Film nach The Pin aus dem Jahr 2013.
Die US-Amerikanerin Britt Lower spielt in der Hauptrolle die Bibliothekarin Miriam Gordon und der Israeli Tom Mercier den Taxifahrer Janko Priajtelj. Weiter auf der Besetzungsliste stehen Sook-Yin Lee und Jean Yoon.
Die Dreharbeiten fanden in Hamilton und in Toronto im kanadischen Ontario statt. Als Kameramann fungierte Michael LeBlanc.

### Veröffentlichung
Die Weltpremiere des Films fand am 9. Juni 2024 beim Tribeca Film Festival statt. Ende Juli 2024 wurde er beim Fantasia International Film Festival gezeigt. Anfang Dezember 2024 erfolgten Vorstellungen beim Whistler Film Festival. Am 28. März 2025 kam Darkest Miriam in die kanadischen Kinos.

## Rezeption

### Kritiken
Von den bei Rotten Tomatoes aufgeführten Kritiken sind 85 Prozent positiv.

### Auszeichnungen
Canadian Screen Awards 2025
- Nominierung als Bester Film (Julie Baldassi und Brian Robertson)
- Nominierung für die Beste Regie (Naomi Jaye)
- Nominierung für das Beste adaptierte Drehbuch (Naomi Jaye)
- Nominierung für den Besten Ton (Elma Bello, Chris Russell und Bret Killoran)
- Nominierung für die Beste Hauptrolle – Drama (Britt Lower)
- Nominierung für die Beste Nebenrolle – Drama (Tom Mercier)[15]

Fantasia International Film Festival 2024
- Auszeichnung für die Beste Regie mit dem Directors Guild of Canada Award (Naomi Jaye)[16]

Whistler Film Festival 2024
- Nominierung im Borsos Competition[17]